# Viv Thomas
Pour les articles homonymes, voir Thomas.

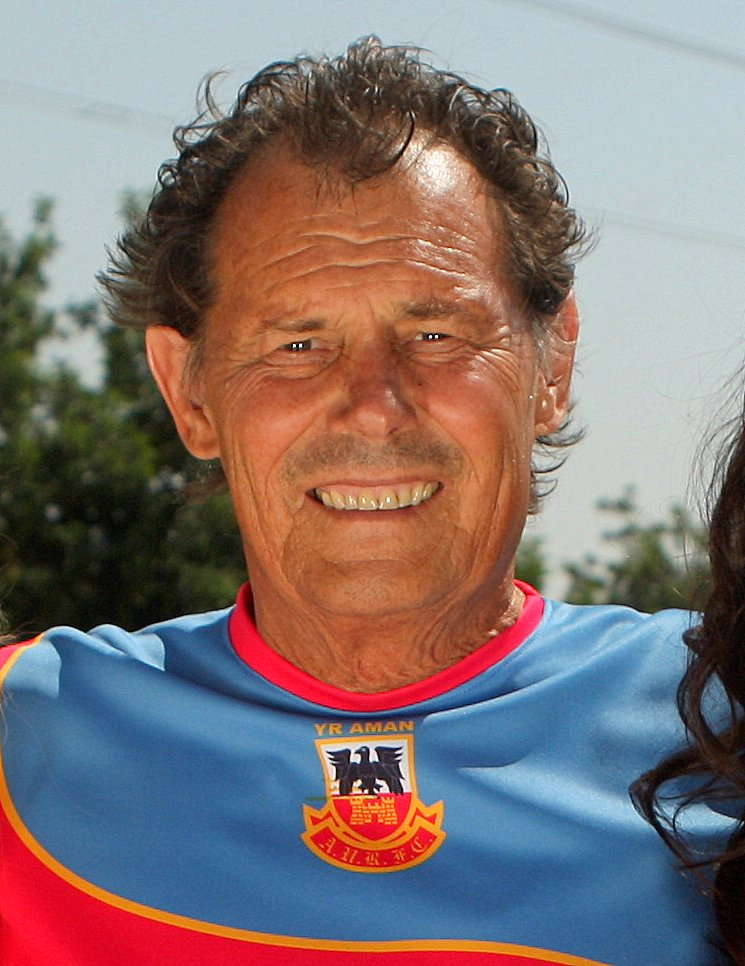

Viv Thomas, né le 10 janvier 1954 en Afrique du Sud, est un réalisateur et producteur britannique de films pornographiques.

## Biographie
Il grandit et va à l'école dans la ville de Bulawayo. Il est d'abord mécanicien automobile, puis vendeur de voitures. Grand sportif, un grave accident de voiture l'empêche de continuer à pratiquer le rugby et il se tourne vers la photographie. Parti à Londres, il travaille pour de grands magazines de charme avant de passer à la réalisation en 1995.
La spécificité de ses films les plus connus est de ne souvent comporter que des actrices, dans des rôles lesbiens voire fétichistes. Son style est moins particulier que celui d'Andrew Blake mais s'en rapproche. Il est comme lui considéré comme un des plus importants réalisateurs indépendants et apprécié pour son souci de l'esthétique. Parmi les modèles britanniques avec lesquelles il a travaillé, on compte : Adele Stevens, Faye Rampton, Alicia Rhodes, Sammy Jayne, Pixie, Michelle Thorne, Rebekah Teasdale, Lana Cox, Kelle Marie, Roxanne Hall, Teresa May et Deborah Corrigan. Ces dernières années, il a essentiellement travaillé avec certaines des plus célèbres actrices originaires d'Europe de l'Est, comme Cameron Cruz, Eve Angel, Katalin Király, Monica Sweet (Jo), Peaches, Sandra Shine, Sandy, Sophie Moone, Vera Versanyi et Zafira. Ses séries les plus populaires sont The Art of Kissing, Pink Velvet et Unfaithful.
Sa femme Avril Mouton et sa fille, la photographe Chantel Thomas, participent toutes les deux aux productions VivThomas.

## Filmographie
- 2014 : Domestic Desire
- 2014 : Female Xpose
- 2014 : Hotel Eden
- 2014 : Sex, Passion and Lust
- 2014 : Studio
- 2013 : Lesbian Workout
- 2013 : Club Pink Velvet: Lesbian Heaven
- 2013 : Club Pink Velvet: Filling The Slots
- 2013 : Club Pink Velvet: The Beginning
- 2013 : Legal Lesbian Seduction
- 2012 : Simply the Best: Viv's Legends Reunite
- 2012 : Tides of Lust
- 2012 : Office Girls 3
- 2012 : I Dream of Jo 2
- 2012 : Private Orgasms
- 2012 : Woman's Touch: Breast Play
- 2011 : Anal Pleasure
- 2011 : Simply Shine
- 2011 : Summer of Lust
- 2011 : The Story of She
- My Mum's Best Friend (2010)
- Sex Tapes with Peaches & Zara (2010)
- Blonde on Brunette: The Platinum Collection (2010)
- Secrets: Volume 2 (2010)
- Sex Tapes with Sandy & Anita Pearl (2010)
- Family Affairs: Volume 2 (2010)
- Three Nights with Vera (2010)
- Revealing Sasha (2010)
- Portrait of a Lesbian (2009)
- Club Girls Lesbian Vol. 2 (2009)
- Club Girls Go Wild (2009)
- Clits & Toes (2009)
- Sex Tapes with Jo & Eve Angel (2009)
- Lesbian Encounters (2009)
- Most Subscribed (2009)
- Sex with Sandra Shine (2009)
- Vintage Leg Sex (Viv Thomas's Vintage Leg Sex) (2009)
- Strap Ons: The Platinum Collection (2009)
- Girl on Girl 4 (2008)
- The Art of Kissing 3 (2008)
- Sex @ctually (2008)
- Female Liaisons (2008)
- The Office Girls 2 (2008)
- Unfaithful: Part IV (2008)
- Unfaithful: Part III (2008)
- Sex with Jo (2008)
- Club Girls Lesbian (2008)
- Mums & Daughters: Secrets in the Suburbs (2008)
- Ashes to Ashes: Lust to Dust (2008)
- No Artistic Merit (2008)
- Sex with Peaches (2007)
- Unfaithful: Part II (2007)
- Tales of the Clit (2007)
- Girl on Girl 3 (2007)
- 3-Way Split (2007)
- Daughters of Desire, Vol.1 (2007)
- Sex with Eve Angel (2007)
- Hot Slots 2 (2007)
- Sticky Fingers 2 (2007)
- Sirens (2007)
- Candy Snatch (2007)
- Inside Peaches (2007)
- Summer Camp Secrets (2007)
- The Platinum Collection: UK vs Europe (2006)
- Supreme Hardcore 2 (2006)
- Sex with Sophie Moone (2006)
- Unfaithful (2006)
- The American Ream (2006)
- Supreme Hardcore 1 (2006)
- The Art of Kissing 2 (2006)
- Silvia Saint's Leg Sex Friends (2006)
- Pussies on View: Vol. 2 (2006)
- Sisters (I Love Jo) (2006)
- Viv Thomas Amateurs Vol. 3 (2006)
- Viv Thomas Amateurs Vol. 2 (2006)
- The Au Pair (2006) TV
- In the Family (2006)
- Supreme Hardcore 3 (2006)
- Hot Slots 1 (2006)
- Viv Thomas Amateurs Vol. 1 (2006)
- Girl on Girl 2 (2006)
- Sordid Secrets (2006) TV
- A Weekend with Vera (2005)
- Lust Fever (2005)
- Sole Collector (2005)
- The Cum Shot Collection (2005)
- XXX Homemovies (2005)
- Shocking Stockings 2 (2005)
- Leg Sex Collection (2005)
- The Office Girls (2005)
- Pussies on View: Vol. 1 (2005)
- All About Eve (2005)
- The Making of a Madame (2005) TV
- Sophie's Wet Dreams (2005) TV
- VivThomas.com Promotional DVD (2005)
- Butterfly (2005)
- Mayfair: The Private Practice (2005)
- The Art of Kissing (2005)
- The Return of Sandy (2005)
- Pink Velvet 3: A Lesbian Odyssey (2005)
- The Ultimate Hardcore Collection 2 (2005)
- Spunk Fiction (2005)
- Viv's Dream Team Girls (2005)
- Leg Sex: The Platinum Collection (2005)
- Reality Porn 2 (2005)
- Sticky Fingers (2005)
- Confessions of the Make-up Artist (2005)
- Sandy: Agent Provocateur (2005) TV
- Girl on Girl (2004/II)
- Forbidden Fruits (2004)
- Adventures of Dirty Dog, Volume 2: Dirty Debutaunts (2004)
- Six Days with Vera: Volume Two (2004)
- Six Days with Vera: Volume One (2004)
- Filthy Anal Instincts (2004)
- Porn Academy (2004) TV
- Ella's Dirty Little Fuckers (2004)
- Heels & Hose 2 (2004)
- Pussy in Paradise (2004)
- Club Hardcore All Stars (2004)
- Pantyhose Erotica 2 (2004)
- Room Service (2004/I)
- Adventures of Dirty Dog, Volume 1: Give a Dog a Bone (2004)
- Pink Velvet 2: The Loss of Innocence (2004)
- Leg Sex Babes 3 (2004)
- Jo's Secret Video Diary (2004)
- Searching for Silvia (2003)
- Reality Porn (2003)
- Memoirs of a Foot Fetist (2003)
- Busty Suckers (2003)
- Pink Velvet: The Innocence of Lesbian Love (2003)
- Sex, Wives & Videotape (2003)
- 100% British Fuck Fest 2 (2003)
- Maid to Fuck (2003)
- Bubblegum Babes 4 (2003)
- Plump and Busty 2 (2003)
- Me & My Pussy (2003) TV
- Young Lesbian Lust 1 (2003)
- Big Tit Anal Adventures (2003)
- The Making of 'Pink Velvet' (2003)
- The Ultimate Hardcore Collection (2003)
- 100% British Fuck Fest (2003)
- Gagging for It! (2003)
- Young Lesbian Love (2003)
- Secret Video Diary of a Lesbian Nympho (2003) TV
- Young Lesbian Lust 2 (2003)
- Jo's Sexy College Diaries (2003) TV
- Bubblegum Babes 5 (2003)
- Sex Analyst (2002)
- Pantihose Erotica (2002)
- Teenage Seduction (Hot Babe Seduction) (2002)
- Sam Gets It All (4 episodes, 2002)
  - Balcony (2002) TV episode
  - Bedroom Bedlam (2002) TV episode
  - Big Sausage (2002) TV episode
  - Doorway (2002) TV episode
- Maneater (2002) TV
- Suburban Sex Addicts (2002)
- Razzle's British Birds (2002)
- Leg Sex Babes 2 (2002)
- Jo's Sexy College Diaries (2002)
- Plump and Busty (2002)
- The Best of Bubblegum Babes (2002)
- Single White Female Seeks (2002) TV (unknown episodes)
- Club Class Girls of the Year (2001)
- Sam Gets Her Girl (2 episodes, 2001)
  - College Student (2001) TV episode
  - Phone Sex (2001) TV episode
- Busty Anal Adventures (2001)
- Busty Newcummers 2 (2001)
- Sandy Babe Abroad 2 (2001)
- War & Sex (2001)
- Busty Fuckers (2001)
- Sammy Jayne and her Hardcore Harem (2001)
- Sandy Does Hardcore (2001)
- Natural Busty Newcummers (2001)
- Toe-Tally Yours Vicki Holloway (2001)
- Leg Sex Busty Babes (2001)
- Shocking Stockings (2000)
- Medieval Mischief (2000)
- Bubblegum Babes 3 (2000)
- Hot Wet Sex (2000)
- Simply More Soles 2 (2000)
- Sandy Babe Abroad 1 (2000)
- Heels and Hose the Movie (2000)
- Leg Sex Babes 1 (2000)
- Simply More Soles: Footsy Features 3 (2000)
- Leg Sex Shoe Shop (1999)
- Tammy's Pampered Feet (1999)
- Sandy's Holiday Sex Fantasies 2 (1999)
- Men Only: Babes Abroad (1999)
- Mayfair: The Video (1999)
- Kerry's Foot Fantasies (1999)
- Toe-Tally Yours Sandy (1999)
- Tit Teazer Files 1 (1998)
- Sandy's Holiday Sex Fantasies (1998)
- Heels & Hose (1998)
- Bubblegum Babes 1 (1998)
- Leg Sex Dream (1998)
- Simply More Soles (1998)
- Men's World: Babes from Budapest! (1998)
- Claudia & Felicia Double Feet-ures (1998)
- Bubblegum Babes 2 (1998)
- Leg Sex Spy (1997)
- The Very Best of Leg Sex 1 (1997)
- Every Woman Has a Foot Fantasy (1996)
- It's for You (1996)
- Sexy Toe Talk (1996)
- Simply Soles: Footsy Feet-ures II (1996)
- Felica's Fruity Feet/Bell's Painted Toes (1996)
- Leg Sex Nympho (1996)
- Legal Leg Sex (1995)
- Leg Sex (1995)
- Mandy's Vibrating Toes/Cindy's Jelly Feet (1995)
- Leg Sex in the Sun (1995)

## VivThomas Awards[1]
- Babe Of The Year :
  - 2011 : Sandra Shine
  - 2010 : Jo
  - 2009 : Zara
  - 2008 : Jo
  - 2007 : Nelly
  - 2006 : Peaches
- Best Movie
  - 2010 : Unfaithful 5
  - 2009 : Office Girls 2